# Patricius Hoefnagels
Patricius Hoefnagels (17 april 1851 – 27 februari 1920) was een Belgisch politicus. In 1900 werd hij de zesde volwaardige burgemeester van Oorderen nadat de vorige, Antoon Aertssen, overleed in 1896. Sindsdien waren twee dienstdoende burgemeesters aan de macht gekomen. Hoefnagels behield dit mandaat tot aan zijn overlijden. 

## Mandaten
- Burgemeester van Oorderen (1900-1920)